# 신우철 (배우)
신우철 (1977년 2월 28일 ~)은 대한민국의 배우이다.

## 학력
- 한양대학교 연극영화학과 학사
- 한양대학교 대학원 연극영화학과 석사과정 수료

## 출연작

### 드라마
- 2005년 SBS 주말극장 《하늘이시여》 - 슬아 맞선남 역
- 2009년 MBC 일일시트콤 《지붕뚫고 하이킥!》 - 안병수 역
- 2010년 KBS1 일일연속극 《웃어라 동해야》
- 2010년 KBS2 월화드라마 《매리는 외박중》
- 2011년 KBS2 수목드라마 《로맨스 타운》
- 2011년 JTBC 아침드라마 《여자가 두번 화장할 때》 - 오영일 역
- 2012년 KBS1 일일연속극 《별도 달도 따줄게》 - 손도훈 역
- 2012년 MBC 주말연속극 《아들 녀석들》 - 인옥의 남편 역
- 2012년 SBS 드라마스페셜 《유령》 - 세강그룹 임시주주총회 진행자 역
- 2012년 KBS2 주말연속극 《넝쿨째 굴러온 당신》 - 차윤희의 맞선남 역
- 2012년 SBS 주말특별기획 드라마 《신사의 품격》
- 2014년 tvN 월화드라마 《로맨스가 필요해 3》 - 홈쇼핑 타 부서 팀장 역
- 2014년 tvN 금토드라마 《응급남녀》 - 오창민 맞선녀의 전 맞선남 역
- 2014년 SBS 주말특별기획 드라마 《엔젤 아이즈》 - 의사 역
- 2014년 SBS 드라마스페셜 《내겐 너무 사랑스러운 그녀》 - 우는 아이의 아버지 역
- 2014년 tvN 금토드라마 《미생》 - 석대리 역
- 2015년 SBS 토요드라마 《심야식당》 - 나호민 역
- 2015년 SBS 드라마스페셜 《리멤버 - 아들의 전쟁》
- 2017년 KBS2 TV소설 《꽃 피어라 달순아!》 - 스티브 정 역
- 2018년 MBC 월화드라마 《나쁜 형사》
- 2019년 MBC 월화드라마 《검법남녀 2》 - 박영수 역
- 2019년 MBC 월화드라마 《특별근로감독관 조장풍》
- 2024년 tvN 주말드라마 《세작, 매혹된 자들》